# Religioni in Ghana
Il cristianesimo è la religione più diffusa in Ghana. Secondo i dati del censimento del 2010, i cristiani rappresentano circa il 71% della popolazione. La seconda religione è l'islam, professato da circa il 18% della popolazione. Il 5% circa della popolazione segue le religioni africane tradizionali, l'1% segue altre religioni e il 5% circa non segue alcuna religione. La costituzione del Ghana prevede la libertà di religione.

## Religioni presenti

### Cristianesimo
La maggioranza dei cristiani ghanesi sono protestanti (circa il 47%); il 13% circa sono cattolici e l'11% circa sono cristiani di altre denominazioni. È presente anche una piccolissima percentuale di ortodossi. 
La principale denominazione protestante è costituita dai pentecostali, che rappresentano circa il 28% della popolazione. Le più importanti denominazioni protestanti non pentecostali sono i presbiteriani, gli anglicani e i metodisti; sono presenti anche luterani, battisti, mennoniti e avventisti. 
I cristiani di altre denominazioni comprendono la Chiesa di Gesù Cristo dei Santi degli Ultimi Giorni (i Mormoni), alcune Chiese africane indipendenti e numerosi gruppi cristiani non denominazionali.
La Chiesa cattolica è presente in Ghana con 4 sedi metropolitane, 15 diocesi suffraganee e 1 vicariato apostolico. 
Esiste anche una piccola comunità ortodossa, rappresentata dalla Chiesa ortodossa di Alessandria.

### Islam
I musulmani sono in maggioranza sunniti malikiti, con minoranze di sciiti e ahmadiyya.  L'islam è diffuso soprattutto nel nord del Paese.

### Religioni africane
La religione africane tradizionale in Ghana è basata sulla credenza in un essere supremo e di numerose divinità minori che risiedono in foreste, fiumi e montagne, sono associate a fenomeni naturali e fanno da intermediarie con l'essere supremo. È molto forte anche la credenza negli spiriti, il cui mondo è reale come il mondo materiale; molta importanza riveste il culto degli antenati, che possono fare da intermediari con le divinità e influenzare il corso degli eventi.

### Altre religioni
In Ghana sono presenti piccoli gruppi di Bahai, indù, buddhisti e rastafariani.